# Vietnam Veterans Memorial

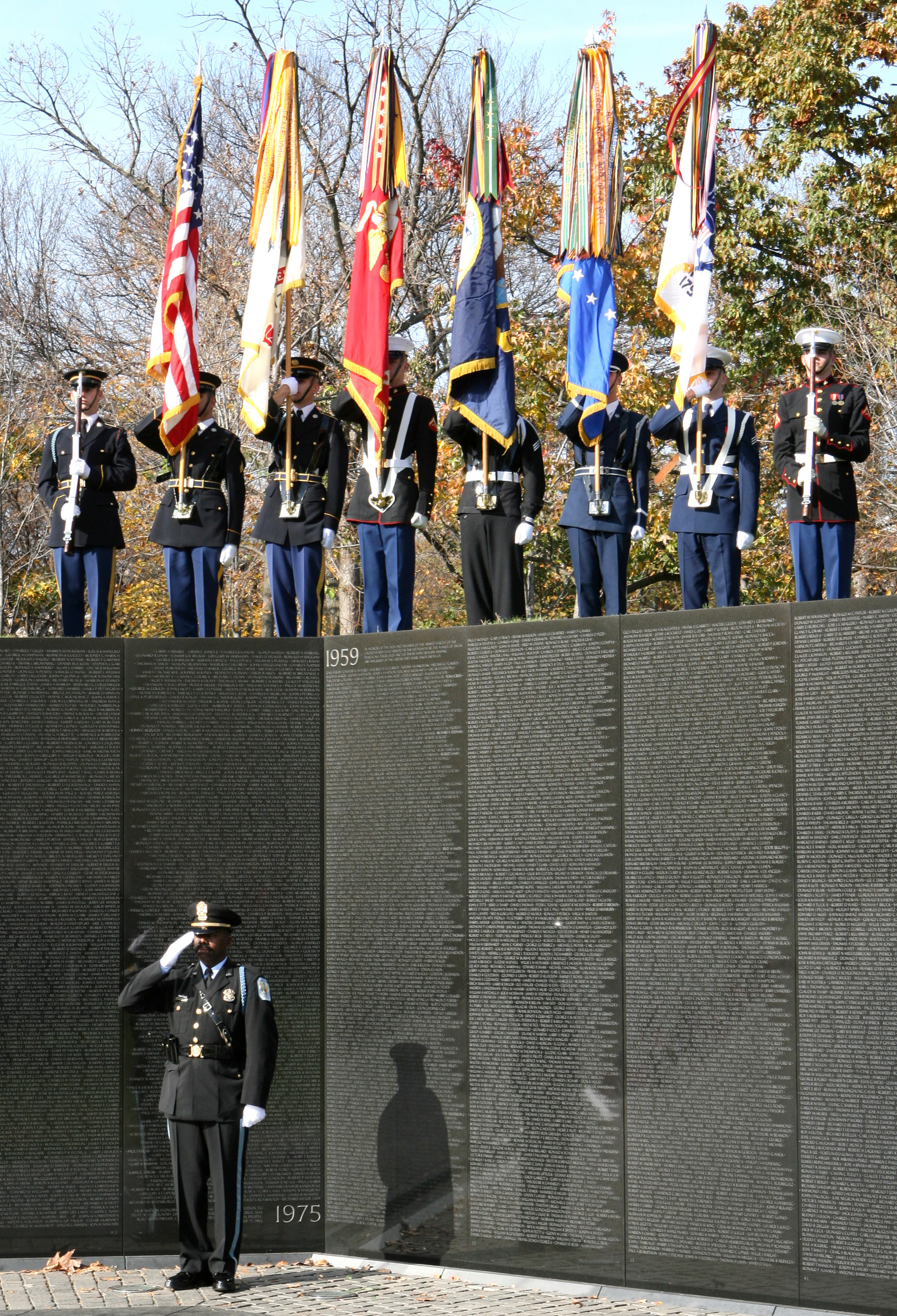
Zentraler Knick der Wand, wo der erste auf den letzten Toten stößt

„Rückseite“

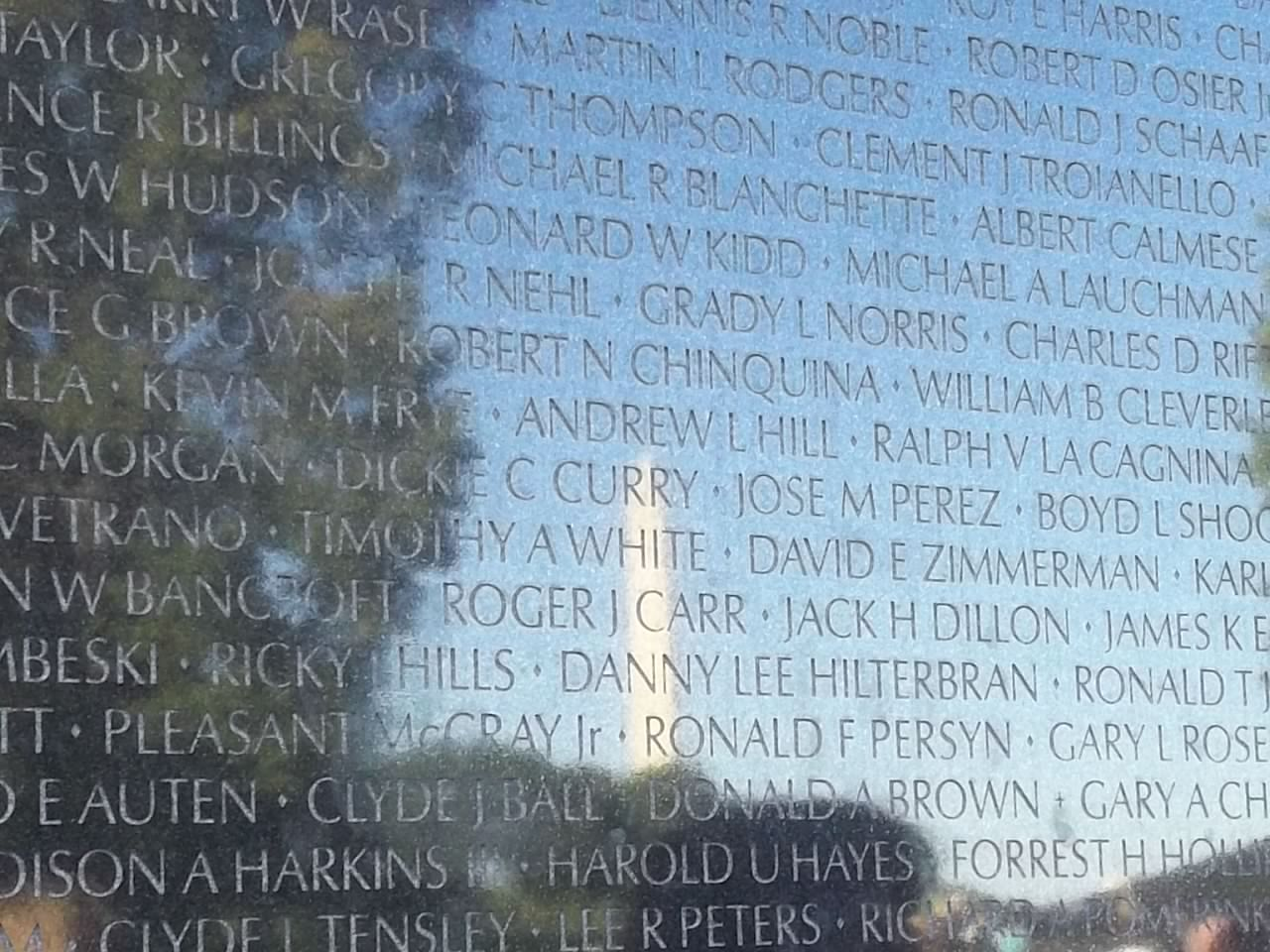
Eine Raute für getötete, ein Kreuz für vermisste Soldaten

Gravuren und Reflexionen: Gegenwart und Vergangenheit sind miteinander verbunden

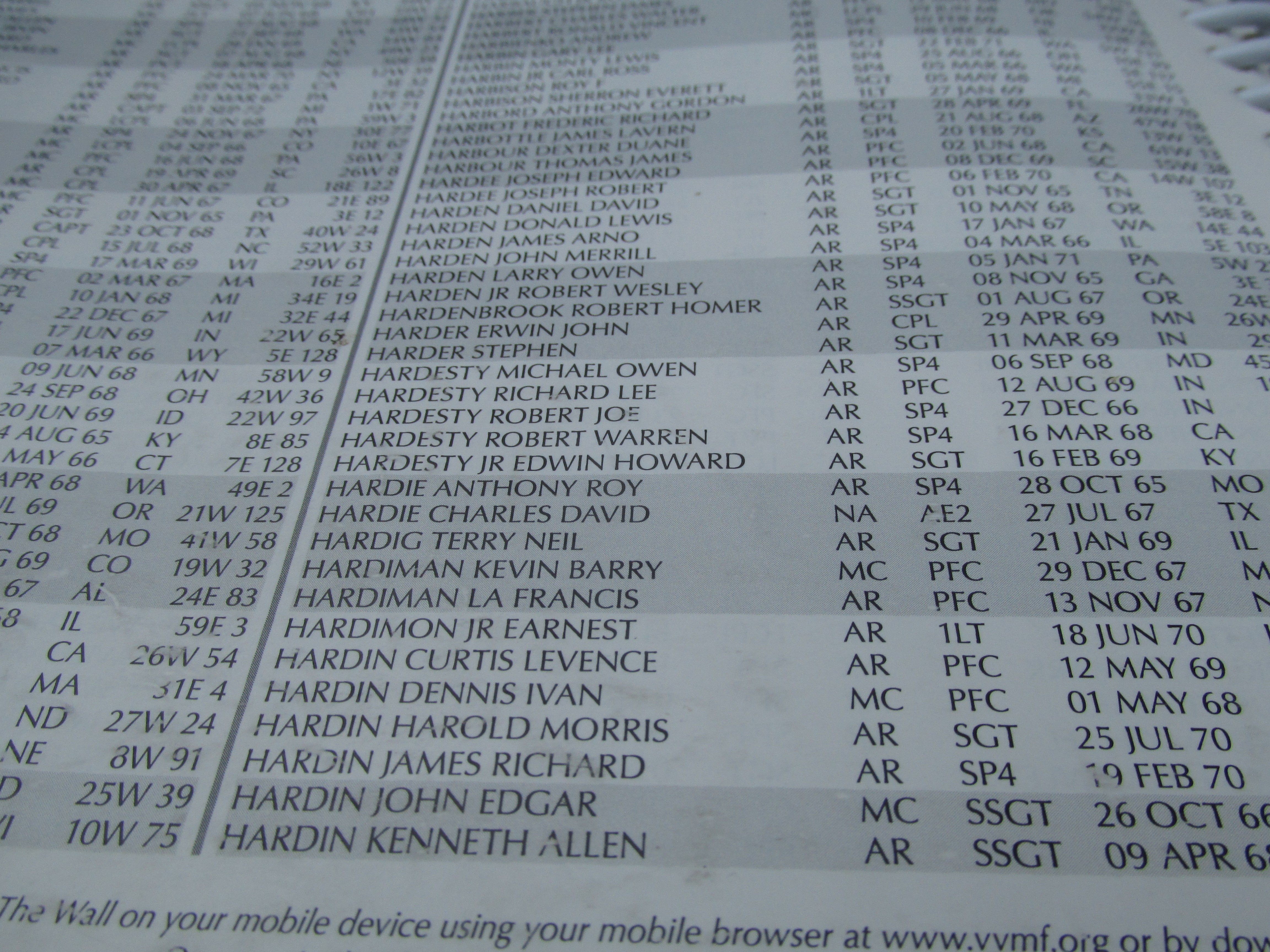
Index der Opfer, vor Ort ausliegend

Das Vietnam Veterans Memorial ist eine nationale Gedenkstätte der Vereinigten Staaten von Amerika in Washington, D.C., zu Ehren der Angehörigen der US-Streitkräfte, die im Vietnamkrieg gefallen sind oder als Folge des Krieges als vermisst gelten. Die Gedenkstätte besteht aus drei Teilen, der Memorial Wall, den Three Servicemen und dem Women’s Memorial. Sie wurde auf Initiative von Veteranen des Vietnamkrieges vollständig aus Spendenmitteln durch den auf Anregung von John P. Wheeler eingerichteten Vietnam Veterans Memorial Fund finanziert und sollte zur Aussöhnung der gespaltenen amerikanischen Bevölkerung beitragen.

## Memorial Wall

### Entstehungsgeschichte
Im Verlauf des Vietnamkrieges wurde der Widerstand in der amerikanischen Bevölkerung immer stärker, so dass nach Ende des Krieges eine tief gespaltene Nation zurückblieb. 1979 gründeten einige Vietnamveteranen den Vietnam Veterans Memorial Fund (VVMF), um eine vollständig durch Spenden finanzierte Gedenkstätte zu errichten. Maßgeblich beteiligt war dabei der von Präsident Ronald Reagan beauftragte John P. Wheeler, der von 1979 bis 1989 Vorsitzender des Funds wurde. Obwohl diese Initiative anfangs verspottet wurde, konnten innerhalb weniger Monate von mehr als 275.000 Personen über 8,4 Millionen Dollar gesammelt werden. Am 30. April 1980 stellte der US-Senat nach einer Debatte von nur sieben Minuten dem VVMF ein Gelände nordöstlich des Lincoln Memorial mit einer Größe von etwa 8.100 Quadratmetern (2 acre) zur Verfügung und am 1. Juli 1980 unterzeichnete Präsident Jimmy Carter das entsprechende Gesetz.
Im Oktober 1980 rief der VVMF einen amerikaweiten Wettbewerb für die Gedenkstätte aus, wobei den Teilnehmern vier Richtlinien mit auf den Weg gegeben wurden:
1. es soll einen besinnlichen und nachdenklichen Charakter haben
2. es soll sich harmonisch in die Umgebung und die benachbarten Gedenkstätten einfügen
3. es soll die Namen der Toten und Vermissten enthalten
4. es soll keine politische Aussage über den Krieg machen.

Bis zum Ende des Wettbewerbs am 31. März 1981 wurden 1421 Entwürfe eingesandt, die von einer Jury bestehend aus Architekten und Bildhauern geprüft wurden. Am 1. Mai 1981 wurde der einstimmig gewählte Entwurf der Öffentlichkeit vorgestellt – der Entwurf von Maya Ying Lin, einer damals 21-jährigen Architekturstudentin. Nach der Grundsteinlegung am 26. März 1982 wurde die Gedenkstätte am 13. November 1982 geweiht.
Die Spaltung der amerikanischen Gesellschaft wurde durch Maya Lins Entwurf sogar in die Reihen der Vietnamveteranen getragen: Vielen war die Stimmung des Mahnmals zu düster und der Charakter erinnerte zu wenig an traditionelle Kriegerdenkmäler – die Kommentare gingen von a black gash of shame („ein schwarzer Einschnitt der Schande“) bis zu „unehrenhaft“ und „todesorientiert“. In der Folge wurde sogar der Vorschlag geäußert, die Gedenkstätte wieder abzureißen.
Nach heftigen Debatten einigte man sich darauf, der Memorial Wall noch zwei traditionelle Elemente hinzuzufügen – einen Fahnenmast und eine traditionelle Statue, die Three Servicemen.
Aber auch nach der Errichtung der Three Servicemen gab es noch viele kritische Stimmen: Vielen kam der Beitrag und das Leiden der mehr als 265.000 Frauen zu kurz, die vornehmlich als Krankenschwestern – davon mehr als 11.000 in Vietnam – ihren Dienst geleistet hatten. 1984 wurde die Vietnam Women’s Memorial Foundation gegründet mit dem Ziel eines Vietnam Women’s Memorial auf dem Gelände des Vietnam Veterans Memorial.
Nachdem der Kongress 1988 das Projekt befürwortete, wurde eine Ausschreibung durchgeführt – unter den 317 Einsendungen wurde der Entwurf von Glenna Goodacre ausgewählt und das Vietnam Women’s Memorial am 11. November 1993 enthüllt.
In der Gesamtheit mit dem Fahnenmast, den Three Servicemen und dem Vietnam Women’s Memorial wurde die Memorial Wall zur Healing Wall, zur „heilenden Wand“, die viel zur Aussöhnung der amerikanischen Gesellschaft und zur Verarbeitung des nationalen Traumas beitrug.
Vom American Institute of Architects bekam das Memorial 2007 den Twenty-five Year Award verliehen.

### Lage
Das Denkmal befindet sich im zentralen Park von Washington, D.C., nördlich des großen Reflecting Pool, ca. 300 Meter östlich des Lincoln-Memorial.

### Das Original
Die Memorial Wall ist der älteste Teil der Gedenkstätte. Die Grundsteinlegung für die Mauer aus schwarzem, poliertem Granit erfolgte am 26. März 1982, am 13. November 1982 wurde sie geweiht. Sie ist in das Gelände hineingebaut und besteht aus zwei 75 Meter langen Armen, die sich in einem 125°-Winkel treffen – der eine Arm weist in Richtung Washington Monument, der andere in Richtung Lincoln Memorial. Ein Fußweg führt das sanfte Gefälle zum Schnittpunkt der beiden Mauern hinab. Die Mauern steigen von etwa 20 cm an den Außenseiten auf 3,12 Meter an.
In die Mauer sind die Namen der 58.261 (Stand Mai 2009) im Vietnamkrieg Getöteten und Vermissten eingemeißelt – sie sind chronologisch angeordnet, allerdings beginnend in der Mitte der Granittafeln, so dass der erste, 1959 getötete Soldat unmittelbar auf den letzten im Jahre 1975 getöteten Soldaten folgt. Sie tragen nur einen einzigen Zusatz: eine Raute für getötete, ein Kreuz für vermisste Soldaten. Werden die sterblichen Überreste von Vermissten identifiziert, so wird über das Kreuz die Raute eingemeißelt, wobei das Kreuz noch über die Ecken hinausragt. Stellt sich heraus, dass ein Vermisster überlebt hat, so würde ein Kreis um das Kreuz eingefügt – auf den Mauern befindet sich jedoch kein einziger Kreis.

### Moving Wall – verkleinerte Nachbildungen
Seit 1984 existiert eine auf das halbe Format verkleinerte Variante der Memorial Wall, die mobil als „travelling Wall“ in verschiedenen Orten aufgebaut wurde.

## Anzahl der Opfer nach Nationalitäten
Heute verzeichnet das Vietnam Veterans Memorial folgende, nach US-Bundesstaaten und Nationalitäten getrennte, Anzahl von Opfern:

### Vereinigte Staaten
| US-Bundesstaat   | Opferanzahl |
| ---------------- | ----------- |
| Alabama          | 1207        |
| Alaska           | 60          |
| Arizona          | 621         |
| Arkansas         | 590         |
| Colorado         | 621         |
| Connecticut      | 612         |
| Delaware         | 123         |
| Florida          | 1954        |
| Georgia          | 1581        |
| Hawaii           | 276         |
| Idaho            | 216         |
| Illinois         | 2934        |
| Indiana          | 1540        |
| Iowa             | 855         |
| Kalifornien      | 5573        |
| Kansas           | 627         |
| Kentucky         | 1056        |
| Louisiana        | 884         |
| Maine            | 342         |
| Maryland         | 1014        |
| Massachusetts    | 1330        |
| Michigan         | 2655        |
| Minnesota        | 1074        |
| Mississippi      | 637         |
| Missouri         | 1417        |
| Montana          | 268         |
| Nebraska         | 395         |
| Nevada           | 150         |
| New Hampshire    | 227         |
| New Jersey       | 1487        |
| New Mexico       | 397         |
| New York         | 4123        |
| North Carolina   | 1612        |
| North Dakota     | 198         |
| Ohio             | 3095        |
| Oklahoma         | 987         |
| Oregon           | 709         |
| Pennsylvania     | 3147        |
| Rhode Island     | 208         |
| South Carolina   | 897         |
| South Dakota     | 192         |
| Tennessee        | 1293        |
| Texas            | 3418        |
| Utah             | 366         |
| Vermont          | 100         |
| Virginia         | 1304        |
| Washington       | 1050        |
| West Virginia    | 731         |
| Wisconsin        | 1160        |
| Wyoming          | 120         |
| Washington, D.C. | 241         |
| Summe            | 57.674      |

### US-Außengebiete
| Außengebiet                  | Opferanzahl |
| ---------------------------- | ----------- |
| Amerikanisch-Samoa           | 4           |
| Amerikanische Jungferninseln | 15          |
| Guam                         | 70          |
| Puerto Rico                  | 345         |
| Summe                        | 434         |

### Übrige Nationen
| Land                   | Opferanzahl |
| ---------------------- | ----------- |
| Australien             | 1           |
| Bahamas                | 1           |
| Bolivien               | 1           |
| Brasilien              | 1           |
| Costa Rica             | 1           |
| Deutschland            | 7           |
| Frankreich             | 2           |
| Irland                 | 1           |
| Italien                | 1           |
| Jamaica                | 2           |
| Japan                  | 2           |
| Kanada                 | 57          |
| Kolumbien              | 1           |
| Mexiko                 | 5           |
| Neuseeland             | 2           |
| Panama                 | 5           |
| Peru                   | 1           |
| Philippinen            | 27          |
| Schweiz                | 1           |
| Vereinigtes Königreich | 2           |
| Summe                  | 121         |

## Ergänzungen

Fahnenmast, rechts dahinter "The Three Soldiers"-Statue, im Hintergrund der Memorial Wall

### Fahnenmast
Als erstes Zugeständnis an die Kritiker der Mauer wurde Mitte 1983 ein 18 Meter hoher Fahnenmast hinzugefügt. Um die bronzene Basis sind die Embleme von Army, Navy, Air Force, Marines und Coast Guard angebracht.

### Die Drei Soldaten
Am 11. November 1984 wurde als weitere Kompromisslösung die 2,13 Meter hohe Bronzestatue der Three Servicemen enthüllt, die mitunter auch Three Soldiers genannt werden. Die Statue, die von Frederick Hart entworfen wurde und der Gedenkstätte ein traditionelles Element hinzufügt, stellt drei junge Soldaten in typischen Vietnamuniformen dar.

### Women’s Memorial
Das Women’s Memorial ist eine Bronzestatue, die von Glenna Goodacre entworfen und am 11. November 1993 enthüllt wurde. Die Statue ist von acht Bäumen (Gelbe Cladrastis) umgeben, die die acht in Vietnam getöteten Frauen der US-Streitkräfte symbolisieren.
Die Gedenkstätte zeigt drei Frauen im Kampfanzug, die sich um einen verwundeten Soldaten kümmern. Die erste Frau pflegt den Soldaten, eine andere kniet in Gedanken oder im Gebet, und die Dritte blickt zum Himmel: vielleicht wartet sie auf einen Hubschrauber, oder auf Hilfe einer höheren Macht – Glenna Goodacre hat nie etwas über ihre Motivation gesagt.
Auf der Gedenkwand selbst stehen die Namen der acht Frauen:
- Capt. Eleanor Grace Alexander (* 18. September 1940; † 30. November 1967) aus Riverdale (New Jersey)
- 2nd Lt. Pamela Dorothy Donovan (* 25. März 1942; † 8. Juli 1968) aus Brighton (Massachusetts)
- 2nd Lt. Carol Ann Elizabeth Drazba (* 11. Dezember 1943; † 18. Februar 1966) aus Dunmore (Pennsylvania)
- Lt. Col. Annie Ruth Graham (* 7. November 1916; † 14. August 1968) aus Efland (North Carolina)
- 2nd Lt. Elizabeth Ann Jones (* 12. September 1943; † 18. Februar 1966) aus Allendale (South Carolina)
- Capt. Mary Therese Klinker (* 3. Oktober 1947; † 4. April 1975) aus Lafayette (Indiana)
- 1st Lt. Sharon Ann Lane (* 7. Juli 1943; † 8. Juni 1969) aus Canton (Ohio)
- 1st Lt. Hedwig Diane Orlowski (* 13. April 1944; † 30. November 1967) aus Detroit (Michigan)